# Al-Mutaffifin
Al-Mutaffifin (Gli Usurai) è la ottantatreesima Sura del Corano, una sura meccana composta da 36 versetti. Questa sura tratta principalmente della condanna dei comportamenti ingiusti e disonesti nei commerci e nelle transazioni umane, sottolineando l'importanza della giustizia e dell'equità.

## Contenuto

### La Condanna degli Usurai
Versetti 1-3: La sura si apre con una condanna di coloro che misurano in modo sleale nelle transazioni commerciali, sottolineando l'ingiustizia di tale comportamento.

### La Negazione del Giorno del Giudizio
Versetti 4-6: Viene descritta la negazione da parte degli usurai del Giorno del Giudizio e la loro ostinazione verso la verità divina.

### La Punizione degli Ingiusti
Versetti 7-17: Viene descritta la punizione degli ingiusti nel Giorno del Giudizio e la loro ammissione dell'ingiustizia che hanno commesso.

### La Ricompensa dei Giusti
Versetti 18-36: Viene descritta la ricompensa dei giusti nel Giorno del Giudizio e il loro godimento del Paradiso come ricompensa per la loro fede e le loro buone azioni.

## Analisi
La Sura Al-Mutaffifin è importante perché offre una condanna chiara dei comportamenti ingiusti e disonesti nei commerci e nelle transazioni umane, sottolineando l'importanza della giustizia e dell'equità. Essa ammonisce coloro che misurano in modo sleale e li avverte della punizione che li attende nel Giorno del Giudizio. Inoltre, la sura offre speranza e conforto ai giusti, promettendo loro la ricompensa nel Paradiso per la loro fede e le loro azioni rette. La sura è quindi significativa per la sua testimonianza della giustizia divina e della responsabilità umana di fronte alla verità e alla giustizia.